# Абфальтерсбах (Тіроль)
Абфальтерсбах — містечко й громада округу Лієнц в землі Тіроль, Австрія.
Абфальтерсбах лежить на висоті  983 над рівнем моря і займає площу  10,27 км². Громада налічує 654 мешканців. 
Густота населення 64/км².  
Округ Лієнц, до якого належить Абфальтерсбах, називається також Східним Тіролем. Від основної частини землі, 
Західного Тіролю, його відділяє смуга Південного Тіролю, що належить Італії. 

У місті є залізнична станція.
|                                        |
| Абфальтерсбах на мапі округу та землі. |

 Адреса управління громади: Nr. 19, 9913 Abfaltersbach (Tirol). 

## Виноски
1. ↑  Dauersiedlungsraum der Gemeinden Politischen Bezirke und Bundesländer - Gebietsstand 1.1.2018 — Статистичне управління Австрії.
2. ↑  Einwohnerzahl 1.1.2018 nach Gemeinden mit Status, Gebietsstand 1.1.2018 — Статистичне управління Австрії.
3. ↑  www.abfaltersbach.at. Архів оригіналу за 3 липня 2013. Процитовано 6 липня 2013.